# Cabusao, Camarines Sur

Cabusao là đô thị hạng 5 ở tỉnh Camarines Sur, Philippines. Theo điều tra dân số năm 2015, đô thị này có dân số 18.397 người.

## Các đơn vị hành chính
Cabusao về mặt hành chính được chia thành 9 khu phố (barangay).
- Barcelonita
- Biong
- Camagong
- Castillo
- New Poblacion
- Pandan
- San Pedro
- Santa Cruz
- Santa Lutgarda (Pob.)